# 선유도 오룡묘
선유도 오룡묘는 전북특별자치도 군산시 옥도면 선유도리에 있는 건축물이다. 2011년 2월 22일 군산시의 향토문화유산 제19호로 지정되었다.

## 개요
고려 인종 1년(1123) 송나라 사신 서긍이 기록한 『선화봉사고려도경』에 기록된 오룡묘는 선유도 망주봉의 작은 봉우리 남쪽 끝에 위치한다. 이곳에는 두 채의 작은 당집이 지붕을 맞대고 남쪽을 바라보고 있으며 섬 주민들은 앞의 당집을 오룡묘 혹은 아랫당이라고 부르고 뒤쪽의 당집은 윗당이라고 부르고 있다.  인근 섬의 당집들이 고기잡이의 풍어와 뱃사람들의 안전만을 기원하는 곳이었다면, 이곳 오룡묘는 풍어보다는 먼 외국으로의 뱃길에 안전과 무역에서의 성공을 기원하는 곳이었다.
그 이유는 선유도가 백제와 후백제, 고려에 이르기까지 서해안에서 출발한 외교 및 무역선들이 꼭 거쳐 가는 항구였으며, 조선시대에는 호남 경남지역의 세금인 쌀을 싣고 나르는 조운선의 경유지였기 때문이다.